# 稲田奈緒
稲田 奈緒（いなだ なお、1977年9月26日 - ）は、日本の女優、タレント。旧芸名、稲田 奈穂（読み同じ）。東京都出身。

## 略歴
1997年、テレビ東京で放映された深夜番組『BiKiNi』にレギュラー出演。1999年には『美少女戦士セーラームーン』のミュージカル版で舞台女優に挑戦。その後も舞台、テレビ、CMに幅広く出演している。
2007年、「神経質バラエティー 心配さん」に出演した際には同じ事務所に所属している北川弘美と共に、あめ食い競争で粉まみれになる等、バラエティーの基本的なゲームを次々と体験させられた。
2009年9月5日に入籍していたことを翌年1月公表した。2010年10月14日に男児を出産。その後2013年8月14日に女児を出産し、二児の母となった。

## 出演

### テレビドラマ

#### 連続ドラマ
- ドラマ愛の詩 ズッコケ三人組3 第3話（2001年4月21日、NHK教育） - めぐみ 役
- 連続テレビ小説 ほんまもん（2001年11月、NHK） - 細井友紀 役
- ドラマ30 虹のかなた（2004年8月 - 10月、MBS・TBS系） - 大原静子 役
- ドラマ30 ことぶきウォーズ（2004年11月、CBC・TBS系） - 矢沢雅美 役
- ドラマ30 湯けむりウォーズ〜女将になります〜（2005年4月 - 5月、CBC・TBS系） - 横井杏子 役
- ブスの瞳に恋してる 第3話（2006年4月25日、関西テレビ・フジテレビ系）
- ドラマ30 みこん六姉妹（2006年10月 - 11月、CBC・TBS系） - 香川麗子 役
- ドラマ24 クピドの悪戯 虹玉（2006年10月 - 12月、テレビ東京系） - 丸山里香子 役
- ドラマ24 秘書のカガミ 第3話（2008年4月25日、テレビ東京系） - 高部留美（進学学習塾講師） 役
- 木曜ナイトドラマ LOVE GAME 第3話（2009年5月7日、読売テレビ・日本テレビ系） - 桜子（椿の友人） 役

#### 単発ドラマ
- 月曜ミステリー劇場 / 月曜ゴールデン（TBS系）
  - おばさん会長・紫の犯罪清掃日記!ゴミは殺しを知っている4（2003年2月3日） - 須藤結真 役
  - 財務捜査官 雨宮瑠璃子4『巨大病院連続殺人!不正経理が死を招く…医療ミスに隠された驚愕の真実…二千万の預金通帳が暴く悲しい親子愛』（2008年2月4日） - 三村恵 役
- 金曜エンタテイメント / 金曜プレステージ（フジテレビ系）
  - 地獄の花嫁3『殺意のジューンブライド 花嫁を襲う殺人鬼・スイスツアーに隠された謎』（2002年6月14日） - 大川洋子 役
  - 刑事調査官 玉坂みやこ2『未解決のみやこの夫殺害事件に大きな進展が!消えた大金と7年前の悪夢が新たな謎を呼ぶ…執念の鑑識捜査が真実を暴く』（2004年8月20日）
  - 奥様は警視総監3『元警視総監の専業主婦が夫の無実を晴らす為現場復帰! 結婚式場の殺人トリックに潜む罠一枚の切り絵がつなぐ親子の絆』（2008年7月11日）
- 土曜ワイド劇場（テレビ朝日系）
  - デパート仕掛け人!天王寺珠美の殺人推理（2007年9月15日） - 滝田ルミ子 役
  - 炎の警備隊長・五十嵐杜夫6『完全密室ビル美女殺人!部下の離反!金とイジメに挑む孤独な闘い!』（2007年10月20日） - 須田亜由美 役
- 女と愛とミステリー / 水曜ミステリー9（テレビ東京系）
  - 浦上伸介事件ファイル『みちのく角館殺人事件 乳頭温泉の湯煙が謎を解く? 秋田〜東京死の時刻表・秘境の渓谷に死体トリックが! 浦上紳介登場』（2001年9月19日） - 堀内美奈子 役
  - いなか刑事・伊原泰三の退職捜査日誌2『密会温泉殺人事件! “新宿〜松本” エリート商社員の妻がおちた破滅への道程 ゆがんだ三角関係の結末は』（2002年1月9日） ‐ 野川由美子
  - 農家の嫁は弁護士!神谷純子のふるさと事件簿2『リフォーム業者の裏の顔!バラの刺青に隠された女の悲しい過去…』（2006年8月30日） - 山里杏子 役
  - 多摩南署たたき上げ刑事・近松丙吉6『仰角の写真〜死者の微笑は何を語る? 美談の裏に不倫スキャンダル!?愛が殺意に変わるとき』（2006年10月4日）- 木村典子 役

### バラエティ
- 王様のブランチ（1996年10月 - 1998年3月、TBS）
- BiKiNi（1997年、テレビ東京）
- TOKYOモーニングサプリ（2004年7月 - 10月、東京MXテレビ） - 東京エコ散歩リポーター
- オフ娘!（2008年、ジェイコム千葉） - リポーター

### ラジオ
- MAGICAL SNOWLAND（2006年10月 - 2007年3月、FM NACK5） - メインパーソナリティ

### 舞台
- ミュージカル『美少女戦士セーラームーン』（1999年3月 - 2000年1月、サンシャイン劇場他） - 愛野美奈子 / セーラーヴィーナス 役
- PunkLadyの謎（1999年9月） - タレント / ダンサー 役
- ミュージカル『シンデレラ』（2009年7月 - 8月、三越夏休みファミリー劇場） - ネズミ / 王妃 役

### 映画
- GO-CON! JAPANESE LOVE CULTURE（2000年6月1日、つんくタウンFILMS） - OL 役
- 八月拾五日のラストダンス（2005年8月13日、ネットシネマ.TV） - 市川春香 役
- 実録・手打ち破り（2007年）※Vシネマ

### CM
- ニッポンレンタカー
- セブンイレブン おでん｢こんなに｣篇
- 航空自衛隊（街頭スクリーンでのCM）

## 作品

### 写真集
- Eye（1997年8月、英知出版、撮影：平地勲）

### 映像作品
- VHS「SWEET MEMORY」（1997年10月）
- DVD「妄想チェンジ」（2009年4月25日、ケイネットワーク）